# 草加バイパス
草加バイパス（そうかバイパス）は、日本の一般国道である国道4号のうち、東京都足立区から埼玉県越谷市までの区間である。
旧道はすでに県道降格となっており、このルートが国道4号の現道である。

## 概要
草加市・越谷市の中心部を通る旧国道4号のバイパス道路として建設され、1967年（昭和42年）4月1日に下り線が、同年12月26日に上り線が開通した。本道の開通により、旧国道4号は1973年（昭和48年）12月25日に、都・県道（主要地方道）に降格し、現在の東京都道・埼玉県道49号足立越谷線となった。
交通量が非常に多いうえ、終点の越谷市下間久里交差点以外は全て平面交差で信号も多く、全線を通して流れは悪い。道路工事や事故、交通集中を原因として、全長数キロメートルに及ぶ渋滞が発生することも珍しくない。草加市花栗 - 新善町は、埼玉県東部エリア（草加・越谷）の主要渋滞区間である。

## 路線データ
- 起点：東京都足立区西保木間交差点（東京都道・埼玉県道49号足立越谷線起点）
- 終点：埼玉県越谷市下間久里交差点（東京都道・埼玉県道49号足立越谷線終点、新4号バイパス起点）

## 交通量
2005年度（平成17年度道路交通センサスより）
平日24時間交通量（台）
- 草加市谷塚1007：48,239
- 越谷市大間野3丁目3-6：57,091
- 越谷市袋山1946：54,494

## 地理

### 通過する市町村
- 東京都
  - 足立区
- 埼玉県
  - 草加市
  - 越谷市

### 交差する道路
| 交差する道路                             | 交差する道路                                                       | 交差点名           | 所在地 | 所在地 | 所在地   |
| ---------------------------------------- | ------------------------------------------------------------------ | ------------------ | ------ | ------ | -------- |
| 国道4号（日光街道）三ノ輪・上野方面      |                                                                    |                    |        |        |          |
| -                                        | 東京都道49号足立越谷線（日光街道）                                 | 西保木間           | 東京都 | 足立区 | 西保木間 |
| （旧日光街道）                           |                                                                    | 毛長川橋前         | 東京都 | 足立区 | 西保木間 |
| 埼玉県道104号川口草加線                  | 埼玉県道104号川口草加線                                            | 谷塚仲町           | 埼玉県 | 草加市 | 谷塚仲町 |
| （草加神社通り）                         | （草加神社通り）                                                   | 西町               | 埼玉県 | 草加市 | 西町     |
| 埼玉県道34号さいたま草加線               | 埼玉県道34号さいたま草加線                                         | 花栗（中）         | 埼玉県 | 草加市 | 花栗     |
| -                                        | （獨協大学通り）                                                   | 獨協大学前駅（西） | 埼玉県 | 草加市 | 松原     |
| 国道298号                                | 国道298号                                                          | 新善町             | 埼玉県 | 草加市 | 新善町   |
| 埼玉県道328号金明町鳩ヶ谷線              | 埼玉県道328号金明町鳩ヶ谷線                                        | 清門町（南）       | 埼玉県 | 草加市 | 清門     |
| （川戸通り）                             | （金明通り）                                                       | 清門町（北）       | 埼玉県 | 草加市 | 長栄     |
| 埼玉県道324号蒲生岩槻線                  | 埼玉県道324号蒲生岩槻線                                            | 大間野             | 埼玉県 | 越谷市 | 大間野   |
| 埼玉県道161号越谷鳩ヶ谷線                | 埼玉県道161号越谷鳩ヶ谷線                                          | 七左町             | 埼玉県 | 越谷市 | 新越谷   |
| （七左工門通り）                         | （四丁目通り）                                                     | 谷中               | 埼玉県 | 越谷市 | 谷中町   |
|                                          | 埼玉県道405号北越谷停車場線                                        | 神明町             | 埼玉県 | 越谷市 | 神明町   |
| 国道463号（越谷浦和バイパス）            | 都市計画道路浦和野田線（埼玉県道19号越谷野田線バイパス）（事業中） | 神明町（北）       | 埼玉県 | 越谷市 | 神明町   |
| 埼玉県道48号越谷岩槻線                   | 埼玉県道52号越谷流山線                                             | 南荻島             | 埼玉県 | 越谷市 | 南荻島   |
| 埼玉県道325号大野島越谷線                | 埼玉県道325号大野島越谷線                                          | 元荒川橋           | 埼玉県 | 越谷市 | 南荻島   |
| 国道4号（日光街道）春日部・古河方面      | 埼玉県道49号足立越谷線                                             | 下間久里           | 埼玉県 | 越谷市 | 下間久里 |
| 国道4号（新4号バイパス）小山・宇都宮方面 |                                                                    |                    |        |        |          |

### 交差する鉄道と河川
| 交差する鉄道・河川 | 交差する場所 | 交差する場所 | 交差する場所 |
| ------------------ | ------------ | ------------ | ------------ |
| 毛長川             | 毛長掘橋     | 埼玉県       | 草加市       |
| 東武伊勢崎線       | 草加高架橋   | 埼玉県       | 草加市       |
|                    | 谷塚仲町     | 埼玉県       | 草加市       |
| 綾瀬川             | 綾瀬川橋     | 埼玉県       | 草加市       |
| 綾瀬川             | 綾瀬川橋     | 埼玉県       | 越谷市       |
| JR武蔵野線         |              | 埼玉県       |              |
| 元荒川             | 元荒川橋     | 埼玉県       |              |
| 東武伊勢崎線       |              | 埼玉県       |              |

### 沿道にある施設など
| 施設                             | 所在地 | 所在地 |
| -------------------------------- | ------ | ------ |
| 草加市立谷塚小学校               | 草加市 |        |
| 草加市立谷塚中学校               | 草加市 |        |
| スーパービバホーム草加店         | 草加市 |        |
| 草加市立氷川小学校               | 草加市 |        |
| 草加八潮消防局・草加消防署西分署 | 草加市 |        |
| 埼玉県草加保健所                 | 草加市 |        |
| 埼玉県草加児童相談所             | 草加市 |        |
| 草加市立西町小学校               | 草加市 |        |
| 島忠ホームセンター草加店         | 草加市 |        |
| 草加警察署                       | 草加市 |        |
| 国土交通省北首都国道事務所       | 草加市 |        |
| 草加市立花栗中学校               | 草加市 |        |
| コンフォール松原                 | 草加市 |        |
| 草加市立花栗小学校               | 草加市 |        |
| 草加八潮消防局・草加消防署北分署 | 草加市 |        |
| ケーズデンキ草加店               | 草加市 |        |
| ニトリ草加店                     | 草加市 |        |
| 草加市立長栄小学校               | 草加市 |        |
| 草加市立新田中学校               | 草加市 |        |
| 武蔵野星城高等学校               | 越谷市 |        |
| ロヂャース越谷店                 | 越谷市 |        |
| 埼玉県立越谷総合技術高等学校     | 越谷市 |        |
| 越谷市立宮本小学校               | 越谷市 |        |
| 越谷市立西中学校                 | 越谷市 |        |
| 埼玉県営神明団地                 | 越谷市 |        |
| 宮内庁埼玉鴨場                   | 越谷市 |        |
| 越谷梅林公園                     | 越谷市 |        |
| 越谷市立大袋東小学校             | 越谷市 |        |

## ギャラリー

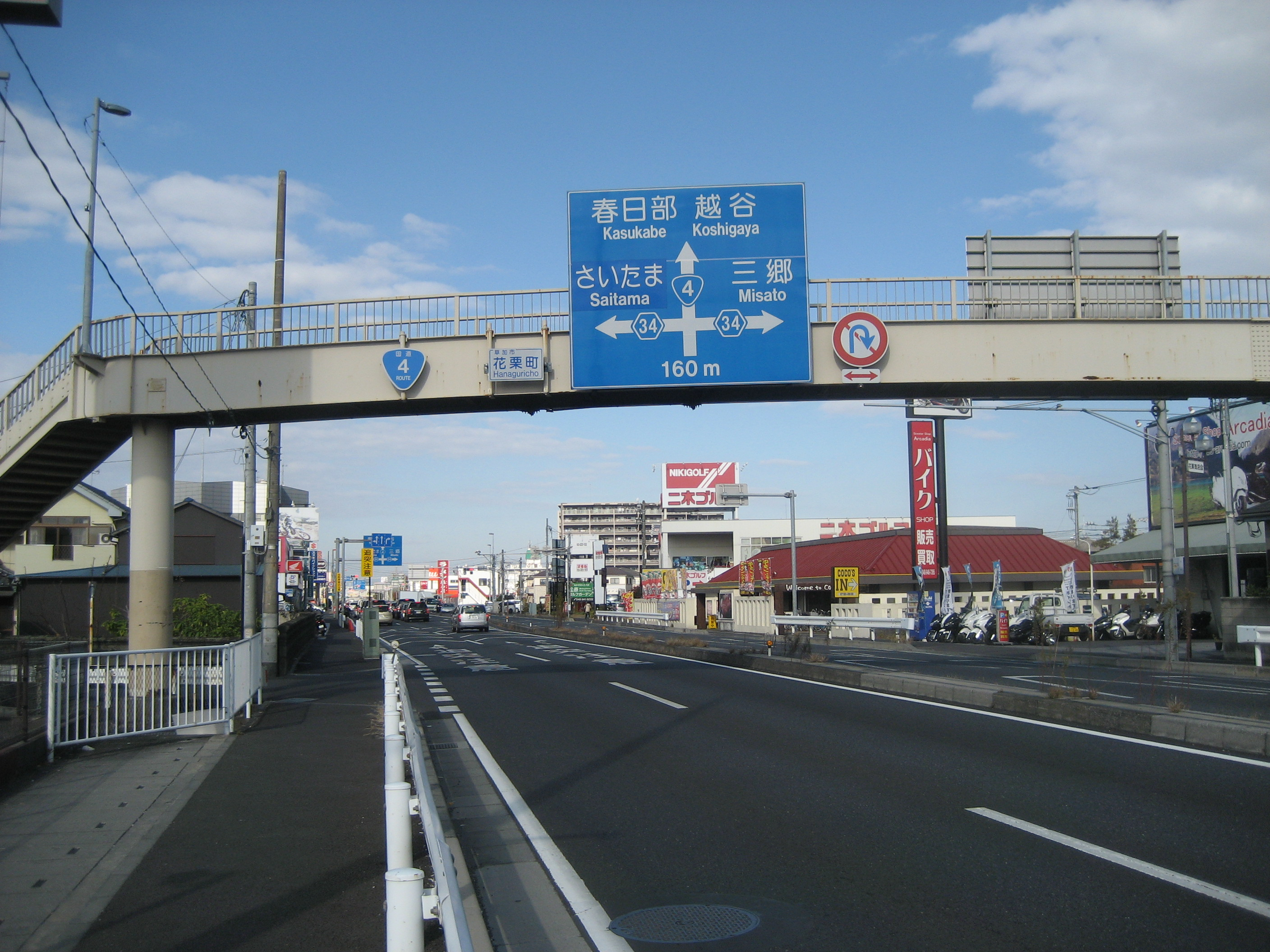
草加市花栗町付近
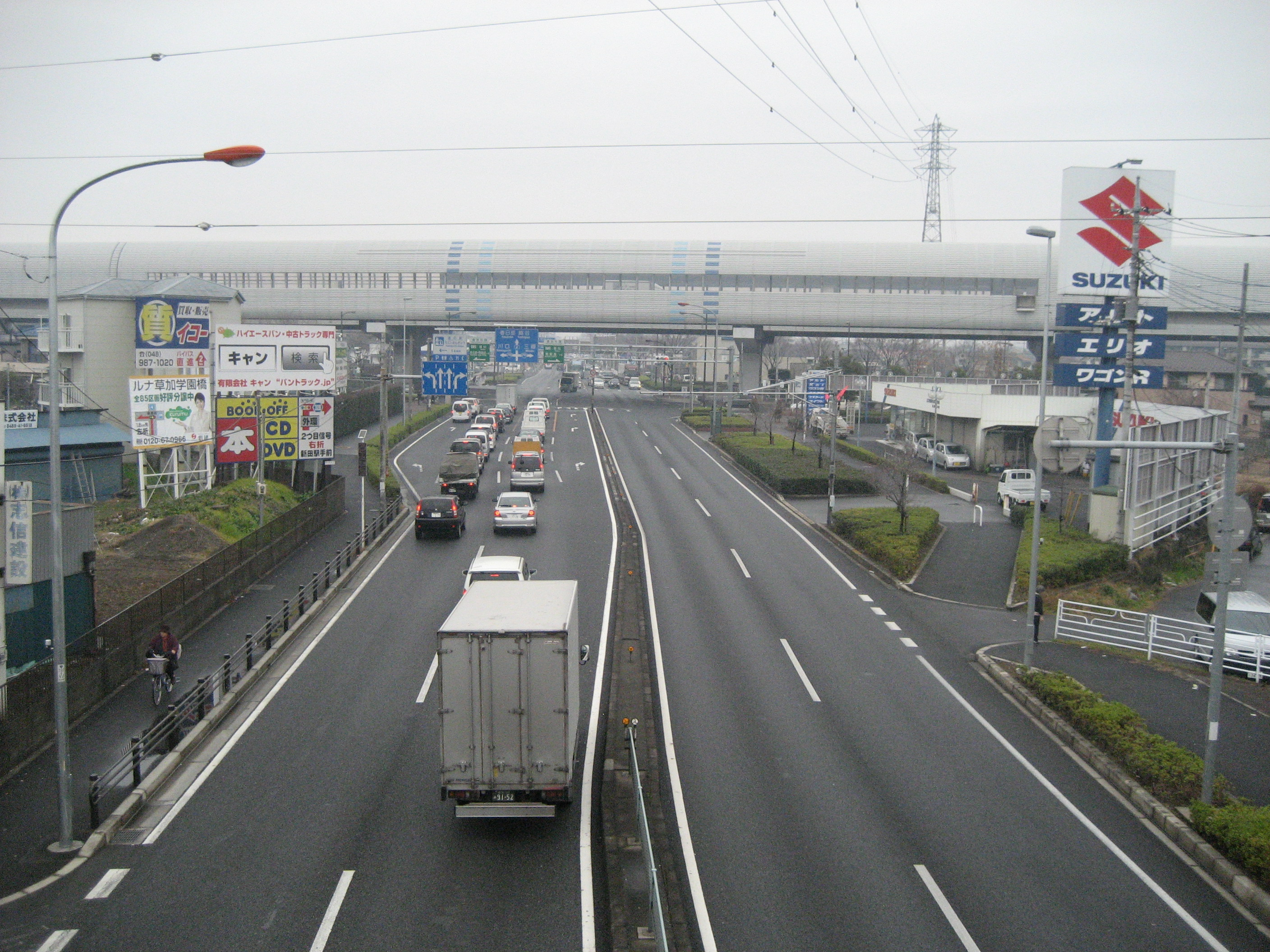
草加市新善町より春日部方面 （奥の高架は東京外環自動車道）
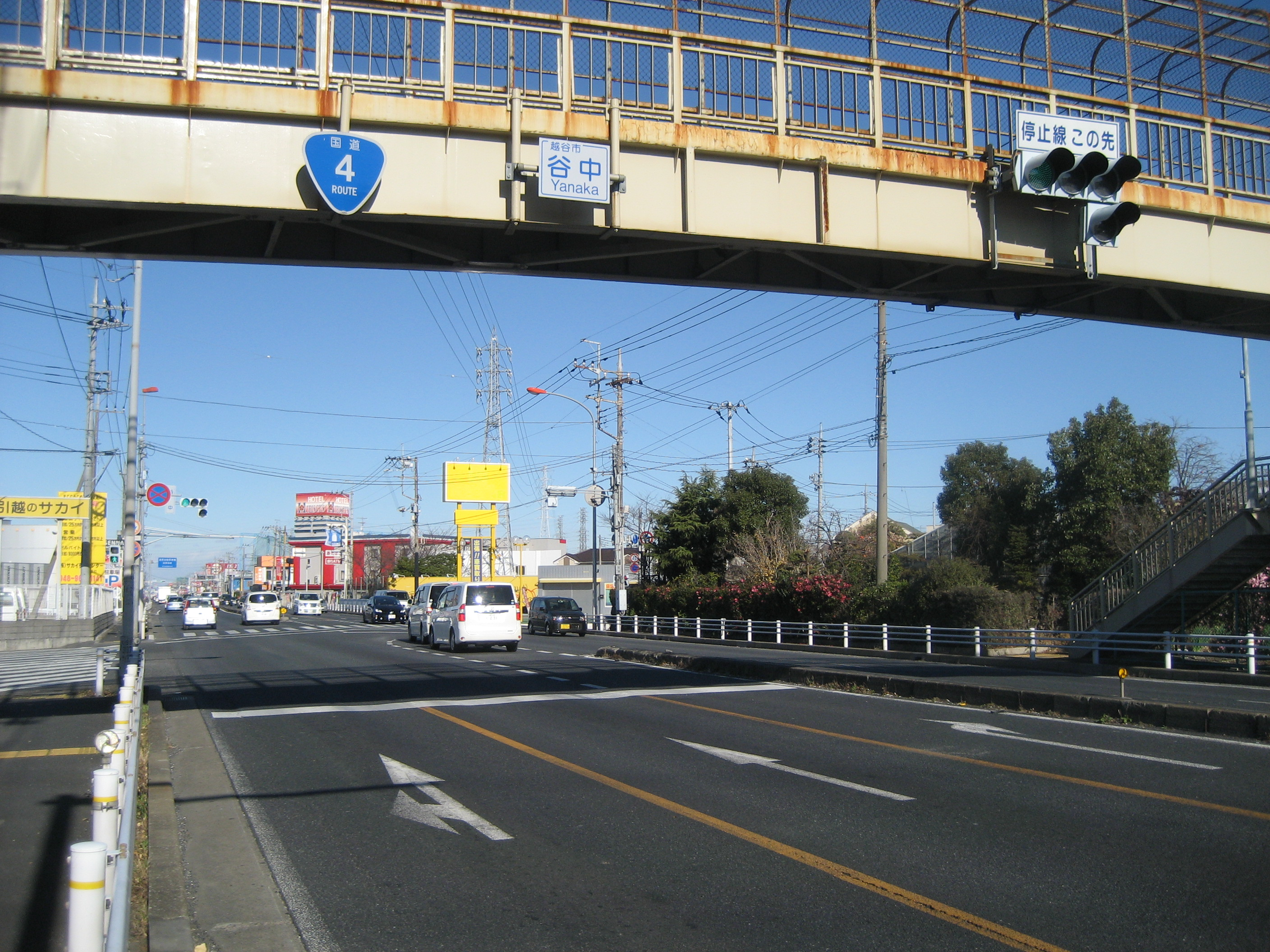
越谷市谷中付近
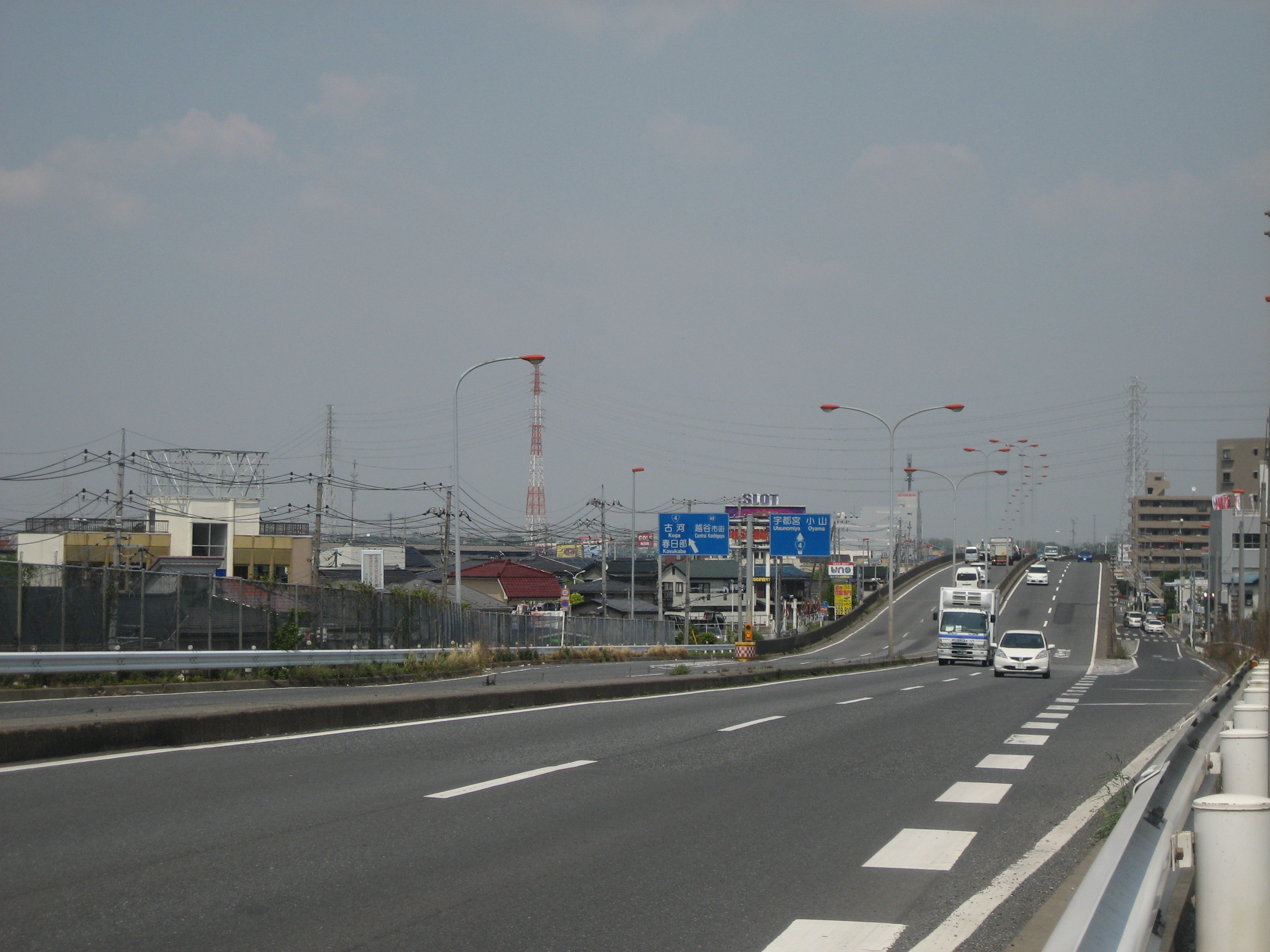
バイパス終点付近（越谷春日部バイパスと現道との合流・分岐付近）